# Abisara magdala
Abisara magdala är en fjärilsart som beskrevs av Hans Fruhstorfer 1904. Abisara magdala ingår i släktet Abisara och familjen Riodinidae. Inga underarter finns listade i Catalogue of Life.